# Comté de Kilkivan
Le comté de Kilkivan est une zone d'administration locale dans le sud-est du Queensland en Australie.
Le comté comprend les villes de :
- Kilkivan ;
- Goomeri ;
- Manumbar ;
- Widgee ;
- Woolooga.

La population totale était de 3 451 habitants en 2006.